# Функциональная автономия мотивов
Функциональная автономия мотивов — это принцип функциональной автономии мотивов, разработанный Гордоном Олпортом, — представителем гуманистической психологии, состоит в том, что мотивы рассматриваются «как бесконечно разнообразные и самоподдерживающиеся функциональные системы. Они вырастают из предшествующих систем, но функционально независимы от них.»
Функциональная автономия мотивов позволяет рассматривать конкретные, жизнеспособные мотивы психики людей.

## Два уровня функциональной автономии
- Персеверативная функциональная автономия. Персеверативная функциональная автономия продлённого действия основывается на простых неврологических принципах, — механизмах обратной связи в нервной системе человека. Людям, по мнению психолога, свойственно удовлетворять свои потребности уже сложившимся, привычным образом.
- Проприативная функциональная автономия. Проприативная функциональная автономия присуща только человеку. На этом уровне мотивы являются самодостаточными, входят в проприум. Проприативная функциональная автономия тем самым становится руководящей системой мотивации, придающей личности единство.

## Возможные пути развития мотивов
- Круговая реакция, — повторяемое поведение, которое проявляется в ранней вокализации и в других различных ранних формах игры. Действие самоподдерживается до появления новой активности или утомления.
- Мотивационная персеверация, — действия человека продолжается, пока не будет завершено до конца, — пока не спадёт созданное напряжение. Осуществление действия само по себе является квазипотребностью.
- Условные рефлексы, не требующие подкрепления, — поведение, действия человека могут периодически повторяться как рефлекс на прошлый тяжёлый опыт, связанный с утратой, военным сражением, несчастным случаем.
- Корреляты в поведении животных, — животные склонны вести себя заученным ранее способом даже в ситуациях, когда возможно более рациональное поведение.
- Ритм, — усвоенный ритм деятельности продолжает действовать вне зависимости от исходной стимуляции.
- Неврозы, — вступают как независимые мотивационные системы.
- Отношение между способностями и интересом, — хорошо усвоенный ранее навык по какой-либо внешней причине в процессе повторения превращается в интерес человека и становится самодвижущим, даже если исходная причина исчезает.
- Приобретённые побуждения в противопоставлении инстинктам, — инстинкты, на первый взгляд кажущиеся врождёнными, на самом деле свидетельствуют в пользу функциональной автономии.
- Динамический характер личных ценностей, — поведение определяется и направляется твёрдо установившимся интересом человека.

## Следствия функциональной автономии мотивов
Принцип функциональной автономии мотивов объясняет конкретные импульсы, которые лежат в основе поведения.

## Характерные преимущества функциональной автономии
- Прояснение личностных черт, интересов, чувств, — они могут рассматриваться как конечные, самостоятельные черты зрелой личности.
- В жизни появляются новые системы интересов, на любой стадии жизни эти интересы самостоятельно актуальны.
- Мотив перестаёт рассматриваться, как простой механический ответ на стимулирование.
- Функциональная автономия мотивов позволяет объяснить силу различный маний, фобий и неадаптивного поведения.
- Функциональная автономия мотивов способна объяснить социализированное, зрелое поведение, благодаря объяснению механизма изменения мотивов.
- Функциональная автономия мотивов позволяет объяснить «гениальное» поведение, а также автономность в занятия хобби, художественными и интеллектуальными интересами людей.

## Границы функциональной автономии мотивов
Оллпорт выделяет восемь процессов, которые не входят в число функционально автономных:
1) биологические побуждения;
2) мотивы, непосредственно связанные с основными побуждениями;
3) рефлекторные действия;
4) врождённые свойства — телосложение, интеллектуальные способности и темперамент;
5) привычки в процессе их формирования;
6) шаблоны поведения, требующие первичного подкрепления;
7) непродуктивное поведение, как, например, вынужденные действия, фиксация и регрессия;
8) сублимация, которая может быть порождена детскими сексуальными желаниями.